# Dębiany (powiat kętrzyński)
Dębiany (niem. Dombehnen) – wieś w Polsce położona w województwie warmińsko-mazurskim, w powiecie kętrzyńskim, w gminie Barciany. Miejscowość wchodzi w skład sołectwa Rodele.
W latach 1975–1998 miejscowość administracyjnie należała do województwa olsztyńskiego.

## Historia
Dębiany wymienione były w roku 1430 razem z Gumniskami. Wieś miała wówczas powierzchnię 22 włóki.
W roku 1913 folwark w Dębianach o powierzchni 250 ha wchodził w skład majątku Rodele. Folwark w Dębianach został rozparcelowany w roku 1927. Wieś została zelektryfikowana w 1929 roku.